# Ключи (Казачинско-Ленский район)
Ключи́ — деревня в Казачинско-Ленском районе Иркутской области России. Административный центр Ключевского муниципального образования. Находится примерно в 13 км к юго-востоку от районного центра.

## История
Деревня Ключи была основана в 1749 году. До революции территория поселения входила в состав Иркутской губернии, в Киренский округ (с 1901 года ─ уезд). В 1926 году был образован Ключевской сельсовет, в состав которого, кроме д. Ключи, входили еще 12 мелких населенных пунктов. Позднее он был упразднен, и все населенные пункты вошли в состав Казачинского сельсовета.
Как самостоятельная административно-территориальная единица, Ключевское муниципальное образование в составе двух населенных пунктов было вновь образовано в соответствии с законом Иркутской области от 16.12.2004 г. № 90-оз «О статусе и границах муниципальных образований Казачинско-Ленского района Иркутской области».

## Население
Численность населения деревни, на 01.01.2020 года, составляла 1206 человек.
| Численность населения |        |        |        |
| 2002                  | 2010   | 2018   | 2020   |
| 1063                  | ↗ 1076 | ↘ 1043 | ↗ 1206 |

## Инфраструктура

### Образование
Имеются МОУ «Ключевская средняя общеобразовательная школа" и МДОУ детский сад общеразвивающего вида «Ёлочка».